# Susie Essman
Susan Essman (El Bronx, 31 de mayo de 1955) es una comediante, actriz, escritora y productora de televisión estadounidense, conocida por su papel de Susie Greene en Curb Your Enthusiasm y la voz de Mittens en Bolt . 

## Primeros años
Essman nació en The Bronx , Nueva York , y creció en el suburbio de Mount Vernon de la clase media de Nueva York.  Su padre, Leonard Essman, fue un internista que murió en 2001.  Su madre, Zora ( de soltera Pressman), enseñó ruso en el Sarah Lawrence College .  Essman es judía ; sus abuelos emigraron de Rusia y Polonia.  Recibió su licenciatura de SUNY Purchase College . 

## Carrera

### Espectáculos
Essman ha estado viajando y apareciendo en clubes de todo el país durante más de dos décadas.  Ella fue invitada a The Tonight Show con Johnny Carson el 5 de enero de 1989.  Su primer especial de media hora apareció en Comedy Central en 1992.  Gran parte de su comedia se basa en su origen étnico , y ha aparecido en documentales como Heroes of Jewish Comedy y A History of Jewish Comedy . 
Essman hizo su debut en el Reino Unido como comediante en el Corn Exchange en el Newbury Comedy Festival en julio de 2007.  Mientras estaba en Inglaterra , apareció en el programa de televisión británico 8 de cada 10 gatos . 
Essman comenzó su carrera como actriz con pequeños papeles en dos películas de 1988, Crocodile Dundee II y Punchline , pero es conocida por su papel como Susie Greene , la esposa de Jeff Greene (interpretada por Jeff Garlin ), en la serie de comedia de HBO Curb Your Enthusiasm .  Essman le dijo a The New York Times que, para la tercera temporada del programa, ya no podía "caminar por la calle sin que la gente la detuviera y suplicándole que dijera [la frase de su personaje] 'Tú, gordo'".  En 2007, Slate nombró al personaje de Essman como uno de los mejores de la televisión, y una de las razones por las que la publicación esperaba el regreso del programa.
También proporcionó la voz de Helen Higgins en la serie de Comedy Central Crank Yankers ; fue corresponsal ocasional en la primera temporada de The Daily Show .  Apareció en el Roast de Bob Saget, de Comedy Central, el 17 de agosto de 2008, brindó la voz de "Mittens" (el gato) en la película animada de Disney , Bolt , y repitió el papel en el corto de 2009, Super Rhino .  También hizo una aparición en la versión Regis Philbin de Million Dollar Password . 

### Escritura
El libro de Essman, What Would Susie Say: Bullshit Wisdom About Love, Life and Comedy , fue publicado en octubre de 2009 por Simon & Schuster .

## Vida personal
Essman es un pescatariano: "No es una cosa moral", explica, sino "estética"; el pollo "me asquea" y "vive del sushi".  Se casó con Jim Harder, un corredor de bienes raíces comerciales, en septiembre de 2008.  Ella es dueña de un Shih Tzu llamado Sumo.

## Filmografía

### Película
| Año  | Título             | Papel                 | Notas |
| ---- | ------------------ | --------------------- | ----- |
| 1997 | Volcán             | Anita                 |       |
| 1997 | ¿Cuál es tu signo? | Carla                 |       |
| 2000 | Manteniendo la fe  | Ellen Friedman        |       |
| 2005 | The Man            | Teniente rita carbone |       |
| 2008 | Bolt               | Mittens (voz)         |       |
| 2010 | Cop Out            | Laura                 |       |
| 2012 | Putzel             | Gilda                 |       |
| 2017 | Tirita             | Shirley               |       |

### Televisión
| Año             | Título                                     | Papel                  | Notas                                                       |
| --------------- | ------------------------------------------ | ---------------------- | ----------------------------------------------------------- |
| 1988-89         | Baby boom                                  | Charlotte Elkman       | Rol principal                                               |
| 1991            | Colores verdaderos                         | Señora. Wampler        | "Extraños compañeros de cama"                               |
| 1992            | Colores verdaderos                         | Joya                   | "Ataque del arte"                                           |
| 1995            | Ned y Stacey                               | Tía ceil               | "Masacre del Día de Acción de Gracias"                      |
| 1997            | Ley y orden                                | Sra. Shapiro           | "Terminal"                                                  |
| 2000–24         | Frenar su entusiasmo                       | Susie greene           | Rol invitado (temporadas 1–7), rol principal (temporada 8-) |
| 2002            | The King of Queens                         | Marcia                 | "No Orleans"                                                |
| 2002–03         | Yankers de manivela                        | Helen Higgins (voz)    | Papel regular                                               |
| 2003            | Kim Posible                                | Sadie (voz)            | "Problemas con el auto"                                     |
| 2004            | Ley y orden                                | Veronica Reynolds      | "Todo el mundo ama a Raimondo"                              |
| 2006            | Dora la exploradora                        | Abeja reina            | "El primer viaje de Dora"                                   |
| 2009            | Amando a leah                              | Malka                  | Película de televisión                                      |
| 2009 – presente | ¡Padre americano!                          | Señora. Lonstein (voz) | rol recurrente                                              |
| 2012            | Tiempo de Aventura                         | Barb (voz)             | "Web Weirdos"                                               |
| 2013            | Sangre azul                                | Juez Clarice Karl      | "Noticias de portada"                                       |
| 2015            | Extraños solitarios                        | Evelyn Goldfarb        | "Piloto Extraño", "Danza Extraña"                           |
| 2015–2017       | Ciudad amplia                              | Bobbi Wexler           | Papel recurrente (temporadas 2 y 4)                         |
| 2015–2018       | Ley y Orden: Unidad de víctimas especiales | Arlene heller          | Papel recurrente (temporadas 16–17, 19)                     |
| 2016 – presente | Los que no pueden                          | Leslie brohn           | rol recurrente                                              |
| 2017            | Los Goldberg                               | Edie Robb              | "Así que Swayze está loco"                                  |